# پتروس بونوس
پتروس بونوس (به لاتین «پیتر خوب»؛ و به ایتالیایی: Pietro Antonio Boni) کیمیاگر اواخر قرون وسطی بود. او بیشتر به خاطر کتاب «مروارید گرانبها» (لاتین: Margarita Preciosa) یا «مروارید جدید گرانبها» (لاتین: Margarita Preciosa Novella)، که یک متن تأثیرگذار کیمیاگری است و در بین سال‌های ۱۳۳۰ و ۱۳۳۹ سروده شده‌است، شناخته می‌شود.
گفته می‌شود که او پزشک فرارا در ایتالیا بوده‌است، به همین دلیل گاهی اوقات او را به عنوان پتروس فرارا یا پتروس لومبارد (Petrus Bonus Lombardus) می‌شناسند. مقدمه ای بر هنر الهی نیز به او نسبت داده شده‌است اما بسیار دیرتر در سال ۱۵۷۲ چاپ شد.